# Alexandre Edmond Becquerel

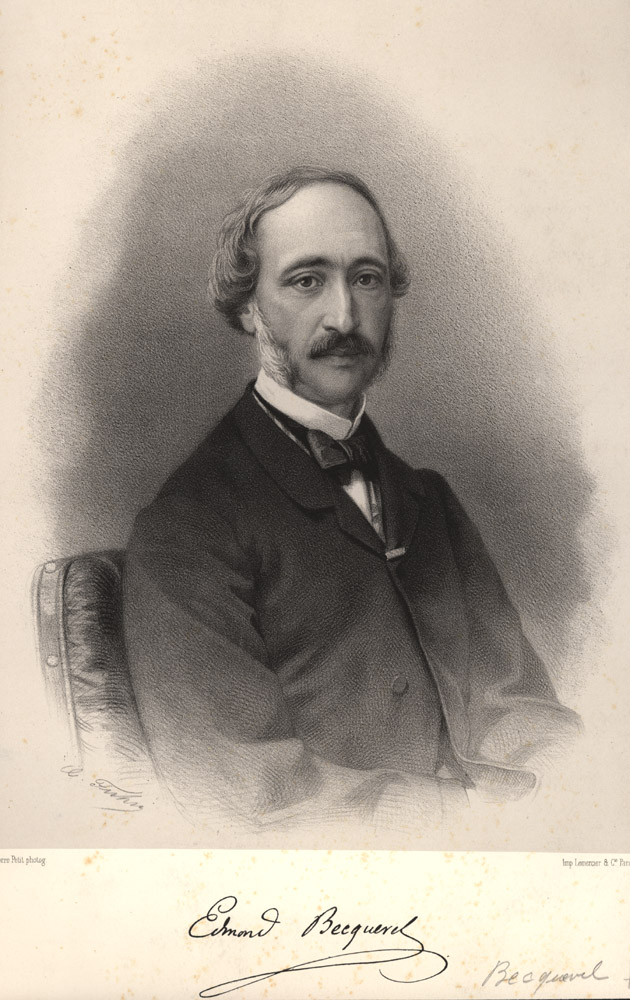
Alexandre Edmond Becquerel

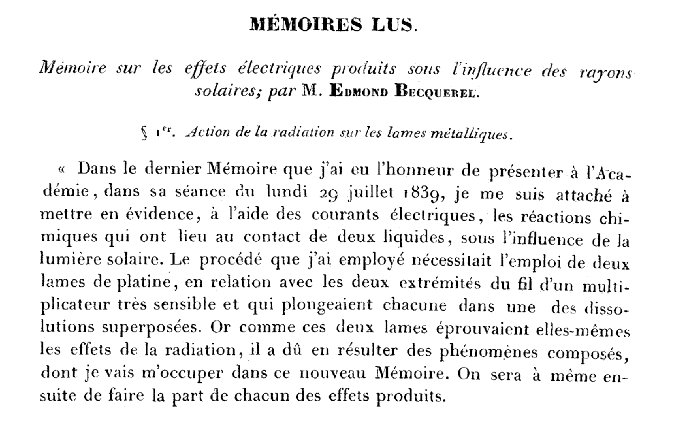
Der erste Absatz der Veröffentlichung „Aufzeichnung über die elektrischen Effekte, die unter dem Einfluss der Sonnenstrahlen erzeugt werden“ von Edmond Becquerel 1839

Alexandre Edmond Becquerel (* 24. März 1820 in Paris; † 11. Mai 1891 ebenda) war ein französischer Physiker.

## Leben
Alexandre Edmond Becquerel wurde als zweiter Sohn von Antoine César Becquerel am 24. März 1820 in Paris geboren. Er war erst Assistent am naturwissenschaftlichen Museum (Muséum national d’histoire naturelle) in Paris und lehrte dort ab 1853 als Professor, von 1853 bis 1878 am Conservatoire des Arts et Métiers. 1854 wurde er ein Gründungsmitglied der Société française de photographie. 1880 wurde er Präsident der Académie des sciences.
Alexandre Edmond Becquerel ist der Vater des Nobelpreisträgers Antoine Henri Becquerel.
Von seiner breiten Forschungstätigkeit hauptsächlich in den Bereichen Optik und Elektrizität sind einige Ergebnisse besonders bekannt:

### Photoelektrischer Effekt
Er entdeckte 1839 zusammen mit seinem Vater den Becquerel-Effekt, eine spezielle Art des photoelektrischen Effekts, der als Startpunkt zur Photovoltaik angesehen wird. Zu seinen Ehren wird seit 1989 der Becquerel-Preis für Leistungen auf dem Gebiet der Photovoltaik verliehen.

### Phosphoreszenz
Neben seiner Beteiligung an den Arbeiten seines Vaters forschte er auf weiteren Gebieten, besonders über die Phosphoreszenz des Lichts und die chemischen Wirkungen desselben, welche einen wichtigen Teil seines Werks La lumiére, ses causes et ses effets bilden.
Er zeigte mit Hilfe seines Phosphoroskops (Phosphoroskop nach Becquerel), dass die Phosphoreszenz eine allgemeine Erscheinung, und dass das Phosphoreszenzlicht nur eine Wiederausgabe des von den Körpern vorher absorbierten Lichts ist.

### Stoffeigenschaften
Auch untersuchte er Stoffeigenschaften verschiedener Stoffe, insbesondere die elektrische Leitfähigkeit für den galvanischen Strom, die Wärmewirkung des Stroms in Flüssigkeiten und die magnetischen (Entdeckung des Paramagnetismus flüssigen Sauerstoffs), respektive diamagnetischen Eigenschaften vieler Substanzen.

## Werke
- Edmond Becquerel: Mémoire sur les effets électriques produits sous l'influence des rayons solaires. In: Académie des sciences (Hrsg.): Comptes rendus hebdomadaires des séances de l'Académie des sciences. Paris 1839, S. 561–567 (französisch, bnf.fr).
- La lumière, ses causes et ses effets, Paris, 2 Bände, 1867–1868
- Mémoires sur les lois, qui président à la décomposition électro-chimique des corps, 1849
- Recherches sur les effets électriques, 1852–55
- Des forces physico-chimiques et de leur intervention des phénomènes naturels, 1875, mit Atlas